# Takayuki Komine
Takayuki Komine (Saitama, 25 april 1974) is een voormalig Japans voetballer.

## Carrière
Takayuki Komine speelde tussen 1998 en 2008 voor FC Tokyo, Vegalta Sendai, Kashiwa Reysol, Tokushima Vortis en FC Gifu.